# 곽대성
곽대성(郭大成, 1973년 2월 13일~)은 대한민국의 유도 선수이다. 1996년 하계 올림픽 남자 라이트급 은메달을 획득했으며 1995년 세계 선수권 대회에서 준우승을 차지했다. 